# 编年体
编年體是以历史事件发生的时间为顺序，来编撰、记述历史的一种方式。以编年体纪录的历史称为编年史。比较著名的编年体史书有：中國的《春秋》、《竹書紀年》、《左傳》、《資治通鑑》、《續資治通鑑》、《明通鑑》等，以及日本的正史六國史，《日本書紀》、《續日本紀》、《日本後紀》、《續日本後紀》、《日本文德天皇實錄》、《日本三代實錄》等，越南的正史《欽定越史通鑑綱目》等。而《史记》等中国官方正史“二十四史”，则是以纪传体的形式记述的。
劉知幾《史通》曾說：編年體之短處在於無法詳盡記錄所有人事，尤其較不具名人物多被忽略，無法如紀傳體般為之立傳。南宋史家袁樞讀《資治通鑑》有感編年體對一事之記載散落於各年，閱讀不易，在編年體基礎上創立紀事本末體。
其他地區類似形式的歷史書則稱為年代記，编年体也是年代記的一種。以下列舉各地主要的編年體史書。

## 中國

### 通史
| 書名             | 朝代 | 作者   | 原卷數                                              | 今傳本卷數 | 補充                                   |
| ---------------- | ---- | ------ | --------------------------------------------------- | ---------- | -------------------------------------- |
| 《建康實錄》     | 唐代 | 許嵩   | 20卷                                                | 同左       | 三國南方六朝編年史書。                 |
| 《通曆》         | 唐代 | 馬總   | 15卷                                                |            |                                        |
| 《大統紀》       | 唐代 | 陳鴻   | 30卷                                                |            |                                        |
| 《統史》         | 唐代 | 姚康   | 300卷                                               |            |                                        |
| 《古今通要》     | 唐代 | 苗台符 | 4卷                                                 |            |                                        |
| 《續通曆》       | 五代 | 孙光宪 |                                                     |            |                                        |
| 《資治通鑑外紀》 | 宋代 | 劉恕   | 10卷                                                | 同左       | 記載三皇至周威烈王的編年體史書。       |
| 《資治通鑑前編》 | 宋代 | 金履祥 | 18卷                                                | 同左       | 記載三皇至周威烈王的編年體史書。       |
| 《資治通鑑》     | 宋代 | 司馬光 | 294卷，附《資治通鑑目錄》30卷、《資治通鑑考異》30卷 | 同左       | 記載戰國至五代的編年體史書。           |
| 《宋元資治通鑑》 | 明代 | 王宗沐 | 64卷                                                | 同左       | 記載宋、元二朝的編年體史書。           |
| 《宋元資治通鑑》 | 明代 | 薛應旂 | 157卷                                               | 同左       | 記載宋、元二朝的編年體史書。           |
| 《續資治通鑑》   | 清代 | 畢沅   | 220卷                                               | 同左       | 記載宋、元二朝的編年體史書。           |
| 《明元清系通紀》 | 民國 | 孟森   | 前編1卷，正編15卷                                   | 同左       | 初名《清朝前紀》，繼改《滿洲開國史》。 |

### 綱目
- 《資治通鑑綱目》
- 《御批歷代通鑑輯覽》
- 《綱鑑易知錄》

### 斷代史

#### 先秦史
- 《春秋》，記春秋魯國事。
- 《春秋左傳》，記春秋魯國事。
- 《竹書紀年》，記夏商周三代、春秋戰國事，已佚，今有輯本。
- 《吳越春秋》，記春秋吳、越二國事。
- 《上古記》，記夏商周三代事，已佚。（《呂氏春秋·務本》）
- 《周春秋》，記東周事，已佚。（《墨子·明鬼下》）
- 《魯春秋》，記魯國事，見《左傳》經文。（《左傳》昭公二年）
- 《齊春秋》，記齊國事，已佚。（《墨子·明鬼下》）
- 《燕春秋》，記燕國事，已佚。（《墨子·明鬼下》）
- 《宋春秋》，記宋國事，已佚。（《墨子·明鬼下》）
- 《乘》，記晉國事，已佚。（《孟子·離婁下》）
- 《檮杌》，記楚國事，已佚。（《孟子·離婁下》）

#### 漢史
- 《楚漢春秋》9卷，陸賈撰。
- 《漢紀》30卷，東漢荀悅撰。
- 《西漢年紀》30卷，南宋王益之撰。
- 《八家後漢書》30卷，西晉張璠撰。
- 《後漢紀》30卷，東晉袁宏撰。
- 《後漢略》27卷，南朝梁張緬撰。
- 《漢靈獻二帝紀》6卷，東漢劉艾撰。已佚。
- 《漢獻帝春秋》10卷，袁曄撰。
- 《山陽公載記》10卷，樂資撰。
- 《漢皇德紀》30卷，漢有道徵士侯瑾撰。起漢光武帝至漢沖帝。
- 《漢獻帝起居》注5卷

#### 魏晉史
- 《魏武本紀》4卷
- 《魏武春秋》20卷，孫盛撰。
- 《漢晉春秋》54卷，習鑿齒撰。
- 《晉陽秋》32卷，孫盛撰。
- 《續晉陽秋》，檀道鸞撰。
- 晉紀：

- 《晉紀》23卷，干寶撰。
- 《晉紀》4卷，《晉惠帝起居注》，陸機撰。
- 《晉紀》10卷，曹嘉之撰。
- 《晉紀》11卷，鄧粲撰。
- 《晉紀》45卷，徐廣撰。
- 《晉錄》5卷，郭季產撰。
- 《晉紀》23卷，劉謙之撰。
- 《晉紀》，裴松之撰。
- 《晉紀遺文》
- 《晉安帝紀》，王韶之撰。

- 《晉起居注》，劉道薈撰。
- 《晉起居注》，李軌撰。

- 《晉泰始起居注》20卷，李軌撰。
- 《晉咸寧起居注》10卷，李軌撰。
- 《晉泰康起居注》21卷，李軌撰。
- 《晉元康起居注》1卷
- 《永平元康永寧起居注》6卷
- 《惠帝起居注》2卷
- 《永嘉建興起居注》13卷
- 《晉建武大興永昌起居注》9卷，南朝梁有20卷。
- 《晉元康起居注》1卷
- 《晉咸和起居注》16卷，李軌撰。
- 《晉咸康起居注》22卷
- 《晉建元起居注》4卷
- 《晉永和起居注》17卷，南朝梁有24卷。
- 《晉升平起居注》10卷
- 《晉隆和興寧起居注》5卷
- 《晉咸安起居注》3卷
- 《晉泰和起居注》6卷，南朝梁10卷
- 《晉寧康起居注》6卷
- 《晉泰元起居注》25卷，南朝梁54卷。
- 《晉隆安起居注》10卷
- 《晉元興起居注》9卷
- 《晉義熙起居注》17卷，南朝梁34卷。
- 《晉元熙起居注》2卷
- 《晉起居注》317卷，南朝宋北徐州主簿劉道會撰。南朝梁有322卷。

- 《晉春秋略》20卷，杜延業撰。

#### 十六國史
- 《南燕起居注》1卷

#### 南朝史
- 《宋永初起居注》10卷
- 《宋景平起居注》3卷
- 《宋元嘉起居注》55卷，南朝梁時有60卷。
- 《宋孝建起居注》12卷
- 《宋大明起居注》15卷，南朝梁有34卷
- 《景和起居注》4卷
- 《明帝在蕃注》3卷
- 《宋泰始起居注》19卷，南朝梁有23卷。
- 《宋泰豫起居注》4卷
- 《宋元徽起居注》20卷
- 《宋昇明起居注》6卷
- 《齊永明起居注》25卷，南朝梁有34卷。
- 《齊建元起居注》12卷
- 《隆昌延興建武起居注》4卷
- 《中興起居注》4卷
- 《梁大同起居注》10卷
- 《梁太清錄》8卷
- 《梁末代紀》1卷
- 《梁皇帝實錄》3卷，周興嗣撰。記梁武帝事。
- 《梁皇帝實錄》5卷，南朝梁中書郎謝吳撰。記梁元帝事。
- 《陳永定起居注》8卷
- 《陳天嘉起居注》23卷
- 《陳天康光大起居注》10卷
- 《陳太建起居注》56卷
- 《陳至德起居注》4卷
- 《宋紀》30卷，王智深撰。
- 《宋略》20卷，裴子野撰。
- 《宋春秋》20卷，鮑衡卿撰。
- 《宋春秋》20卷，王琰撰。
- 《齊紀》20卷，沈約撰。
- 《齊春秋》30卷，吳均撰。
- 《梁典》39卷，謝昊撰。
- 《梁典》30卷，劉璠撰。
- 《梁典》30卷何之元撰。
- 《梁太清紀》10卷，蕭韶撰。
- 《皇帝紀》7卷
- 《鳳春秋》5卷，臧嚴栖撰。
- 《梁昭後略》10卷，姚最撰。

#### 北朝史
- 《後魏起居注》336卷
- 《隋開皇起居注》60卷
- 《北齊記》20卷
- 《北齊志》17卷，王劭撰。

#### 隋唐史
- 《隋大業略記》3卷，趙毅撰。
- 《隋後略》10卷，張大素撰。
- 《大唐创业起居注》3卷，溫大雅撰。
- 《唐曆》40卷，柳芳撰。
- 《續唐歷》22卷，韋澳、蔣偕、李荀、張彥遠、崔瑄撰，崔龜從監修。
- 《大唐統史》100卷，陳岳撰，今已佚。
- 《唐鑑》，范祖禹撰。
- 《順宗實錄》，韩愈撰。

#### 宋史
- 《續資治通鑑長編》
- 《建炎以來繫年要錄》
- 《三朝北盟會編》
- 《皇宋十朝綱要》
- 《皇宋九朝編年備要》
- 《皇宋中興兩朝聖政》
- 《太宗實錄》

#### 蒙元史
- 《蒙古秘史》
- 《蒙古黃金史》
- 《蒙古源流》

#### 明史
- 《皇明資治通紀》
- 《嘉靖以來注略》
- 《國榷》，談遷撰。
- 《明紀》，陳鶴撰。
- 《明通鑑》
- 《明實錄》
- 《明季北略》
- 《明季南略》
- 《小腆紀年》
- 《閩海紀要》
- 《海上見聞錄》
- 《續明史》（韓語：속명사），朝鮮趙徹永（韓語：조철영）撰。

#### 清史
- 《清實錄》
- 《東華錄》
- 《清史編年》12卷，李文海
- 《清通鑒》20卷，戴逸、李文海

## 朝鮮
- 《東國通鑑》
- 《三國史節要》（日语：三国史節要）
- 《高麗史節要》
- 《朝鮮王朝實錄》

## 越南
- 《越史略》
- 《大越史記》
- 《大越史記全書》
- 《欽定越史通鑑綱目》
- 《大南實錄》

## 臺灣
- 《先王實錄》，楊英撰。
- 《海上見聞錄》，阮旻錫撰。
- 《閩海紀要》，夏琳撰。
- 《讓臺記》，吳德功撰。

## 日本
- 六國史
  - 《日本書紀》
  - 《續日本紀》
  - 《日本後紀》
  - 《續日本後紀》
  - 《日本文德天皇實錄》
  - 《日本三代實錄》
- 《日本紀略》
- 《本朝世紀》
- 《新國史（日语：新国史）》
- 《百鍊抄》
- 《吾妻鏡》
- 《本朝通鑑（日语：本朝通鑑）》

## 琉球
- 《中山世鑑》
- 《中山世譜》
- 《球陽》

## 歐洲
- 耶利米《列王紀》
- 以斯拉《歷代志》
- 塔西佗《編年史》、《羅馬史》
- 《奎德林堡編年史》
- 《盎格魯-撒克遜編年史》

## 阿拉伯
- Bidayatul hidayah，以編年體的形式，從造人時代到伊曆768年為止。